# BAGDAD CAFE THE trench town
BAGDAD CAFE THE trench town（バグダッド・カフェ・ザ・トレンチ・タウン）は大阪府出身の11人編成レゲエバンドである。2001年結成。2005年ビクターエンタテインメントよりメジャーデビュー。
グループ名の由来は1987年の西ドイツ映画『バグダッド・カフェ』とジャマイカ・キングストンにあるゲットーエリアであるトレンチタウン地区から。

## メンバー
- mai（ボーカル）
- RAITA（ギター）
- MURAMOTO（ギター）
- Big mom（コーラス）
- RAN（コーラス）
- マイケル☆パンチ（ピアノ）
- UMEKEN（トロンボーン）
- 岩井ロングセラー（オルガン）
- OGI（Ts）
- yama（ベース）
- 番長（ドラム）

## ディスコグラフィー

### シングル
- EVERYTHING（2005年8月31日）
- Sunshine（2006年7月19日）
- NICE TIME（2007年7月25日）

### 参加作品
- GUT 1+1（2004年）
1.Just for you
- OSAKA 2008 ROOMUSIKA（2004年6月2日）
1.Just for you
- MY SKA GENERATION（2004年9月8日）
7.try
- UDAGAWA LOVERS ROCK（2005年4月13日）
5.Give me a chance
- DANCEHALL PREMIER presents。。。。。。 PREMIERsveltefgffcx    bd"e.. (A?!D LOVERS 2（2006年5月24日）
2.LOVE LOVE LOVE / MAI from BAGDAD CAFE THE trench townpulled
- MOVIE SKA（2006年7月26日）
14.THE GOONIES'R GOOD22 ENOUGH
- BES 「Come Inna de DANCEHALL」（2008年8月13日）
5.STORY with BAGDAD CAFE THE trench town

## インタビュー
- SAPPORO MUSIC NAKED　インタビュー